# Samtalsstil
Samtalsstil kallas de sammanlagda metoder och medel som en talar använder i ett samtal. Den strategi man använder under ett samtal för att uppnå sitt mål med samtalet. Alla har en strategi de föredrar, en huvudstrategi man använder i samtal med andra. Genom att välja samtalsstil så visar talaren hur hon uppfattar situationen och vilken genre den tillhör. Hon presenterar även en bild av sig själv som styr andras uppfattning om henne..  En person använder sig av olika samtalsstilar i olika sammanhang. Yttre faktorer så som kön, grupp och ämne kan avgöra vilken stil man använder..
För att avgöra vilken samtalsstil som används i ett samtal mäter man vilken uppsättning drag som förekommer oftare än någon annan. De för stilen typiska drag förekommer i olika hög frekvens. Detta göra att ett samtal i sin helhet kan utmärkas av olika stilar..
Exempel på detta är;
ungdomsstil
Kvinnlig eller manlig samtalsstil
Man kan också fastställa en samtalsstil genom att betrakta relationerna mellan talarna. Man ser då till vem eller vilka som dominerar i samtalet.

## Dominans i samtalet
Det finns fyra olika sorters dominans i ett samtal;
Kvantitativ- den som talar mest,
Semantisk- den som bestämmer samtalsämnet,
Strategisk- genom att säga rätt sak vi rätt tidpunkt, 
Interaktionell- den som kontrollerar samtalet.
Den interaktionella dominansen sker genom att talaren utför något av följande;
Tvingande drag- talaren tvingar de andra talarna åt en viss riktning, genom att bland annat ge anvisningar eller ställa frågor.
Kontrollerande drag- talaren värderar eller förkastar tidigare yttranden.
Hindrande drag- talaren bestämmer när ämnet inte ska diskuteras mer eller låter inte någon av de andra talarna prata.

## Olika samtalsstilar
Närhets- och engagemangsstilen kännetecknas av att talarna använder sig av ett aktivt lyssnande, många personligt upplevda berättelser, ljudhärmningar och röstföreställningar för att skapa inlevelse och engagemang. Det kan även förekomma partier då talarna talar samtidigt. Talarna samtalar helst om personliga ämnen men byter ämnen snabbt och abrupt. Det byts ofta talare och man använder sig av s.k. stafettal vilket leder till ett högt samtalstempo. Under samtalet användes miner och gester. Även skrattet får en stor plats.
Respekt- och hänsynsstilen kännetecknas istället av artighet. Talarna vill inte verka påflugna utan håller ett lågt samtalstempo där alla talar till punkt, med långa pauser för att invänta de andra. Denna samtalsstil används i formella sammanhang där talarna inte känner varandra. Man kan säga att respekt- och hänsynsstilen är motsatsen till närhets- och engagemangsstilen.

### Samtalsstilar som uttrycker förhållande mellan deltagarnas dominans
Symmetrisk och samarbetande stil används till exempel mellan två vänner som samtalar om ett ämne de båda är lika intresserade av. Båda talarna är lika aktiva och ett yttrande innehåller både ett svar på den förre talarens yttrande och något för nästa talare att ge respons på.
Symmetrisk och konkurrerande stil uppstår när talarna är lika aktiva men inte vill uppnå samförstånd. Frågor är utmanande och uppmaning till respons ignoreras.
Asymmetrisk och samarbetande stil används bland annat under ett läkarbesök. Där innehar läkaren en högre status, kompetens och ansvar än patienten vilket leder till att läkaren styr samtalet.
Asymmetrisk och konkurrerande stil är ovanligare och uppstår när ena talaren har en dominant roll men den andra talaren vill inte samarbeta utan gör motstånd i samtalet.

## NPV
Teorin om samtalsstilar används som ett analysverktyg.  Vilka delar av socilingvistiken som ska omfattas av ordet samtalsstil debatteras och kan variera.